# Indolestes guizhouensis
Indolestes guizhouensis – gatunek ważki z rodziny pałątkowatych (Lestidae). Został opisany w 2005 roku z prowincji Kuejczou w południowych Chinach.